# مارغريتا بياتريس لونا
مارغريتا بياتريس لونا (بالإسبانية: Margarita Beatriz Luna Ramos)‏ هي قاضية ومحامية مكسيكية، ولدت في 4 يناير 1956 في San Cristóbal de las Casas ‏ في المكسيك.